# Germánica
Germánica es una novela de historia alternativa escrita por Robert Conroy publicada como libro electrónico por Baen Books el 16 de agosto de 2015 y publicado impreso el 1 de septiembre de 2015. Es una obra póstuma, dado que Conroy había muerto ocho meses antes de que se publicara el libro.

## Argumento
En lo profundo de los Alpes, el maestro alemán de propaganda nazi Joseph Goebbels lidera un batallón de fanáticos llamado Germánica para resistir el frenético esfuerzo final de los Aliados para poner fin a la Segunda Guerra Mundial en Europa.
Con la derrota del primer ministro británico Winston Churchill en las elecciones de 1945, la consolidación de Charles de Gaulle sobre una Francia recién liberada y la confirmación de Iósif Stalin en la ocupación soviética de Europa del Este, sólo Estados Unidos, liderado por un inexperto Harry S. Truman, su nuevo presidente, queda por enfrentarse a los guerreros nazis más duros, que se agazapan para una amarga lucha hasta el último hombre.